# Valle Fértil megye
Valle Fértil (spanyol nevének jelentése: termékeny völgy) egy megye Argentína nyugati részén, San Juan tartományban. Székhelye Villa San Agustín.

## Népesség
A megye népessége a közelmúltban a következőképpen változott:
| Év   | Lakosság |
| ---- | -------- |
| 2001 | 6762     |
| 2010 | 7222     |